# Arlington (Massachusetts)
Pour les articles homonymes, voir Arlington.
Arlington est une ville de l'est du Massachusetts, à 10 km au nord-ouest de Boston, aux États-Unis.

## Géographie
Arlington est entourée des villes de Cambridge, Somerville, Medford, Winchester, Lexington et Belmont.

## Patrimoine
- Église Sainte-Agnès (catholique)
- Chapelle Sainte-Anne (épiscopalienne)

## Personnalités liées à la ville
- La cycliste Nicole Reinhart est morte à Arlington.
- Le linguiste, philologue et critique littéraire Amado Alonso est mort à Arlington.
- L'actrice June Caprice est née à Arlington.
- Le philosophe Roderick Firth est mort à Arlington
- Le musicien Alan Wilson est né à Arlington

## Jumelages
- Nagaokakyō (Japon)
- Portarlington (Irlande)
- Teosinte (Nicaragua)